# Bandera de Pensilvania

Bandera del gobernador de Pensilvania

La bandera de la Mancomunidad de Pensilvania se compone de un campo azul sobre el que está bordado el escudo de armas. Originalmente autorizado por la Mancomunidad en 1799, el diseño actual fue promulgado por ley en 1907. En el verano de 2007 se introdujo un proyecto de ley para modificar la bandera estatal, añadiendo el nombre de la mancomunidad. El proyecto de ley no ha sido adoptado por la legislatura.

## Descripción del escudo de armas
El escudo de armas de la mancomunidad está rodeado por el proyecto de caballos militares en ambos lados, y un águila calva, que representa la nueva nación, por encima. El escudo de armas estatal incluye un buque con las velas desplegadas, un arado y tres gavillas de trigo que indican la importancia del comercio, el trabajo, la perseverancia y la agricultura para el estado. Rodeando el escudo de armas hay un tallo de maíz indio a la izquierda y una rama de olivo a la derecha, que representan el reconocimiento por parte del estado de su pasado y su esperanza en el futuro. El pergamino bajo el escudo de armas lleva escrito: "Virtue, Libery and Independence" ("Virtud, Libertad e Independencia"), que es el lema del estado.

## Modificaciones de 2007
En el verano de 2007, la Cámara de Representantes de Pensilvania votó a favor de cambiar la bandera añadiendo "Pennsylvania" en la parte inferior en letras doradas. La legislación fue propuesta por el representante del Estado Tim Solobay. El Senado todavía no ha tomado medidas en relación con el proyecto de ley.